# Земпахська хартія
Земпахська хартія (нім. Sempacherbrief) — головним чином військовий статут Старої швейцарської конфедерації, укладений 1393 року після успішних битв під Земпахом (1386) та Нефельсом (1388) підписантами Попівської хартії, а саме кантонами Урі, Швіц, Унтервальден, Люцерн, Цюрих і Цуг; до них долучилося ще троє нових учасників — Берн, Золотурн і Гларус.

## Зміст
Земпахська хартія регламентувала земський мир між союзниками, встановлювала порядок підняття прапорів, забороняла грабіж без попереднього дозволу командирів і вимагала справедливого поділу здобичі. Вона також закликала до поваги до монастирів і церков та до обережного ставлення до жінок, які не брали участі в бойових діях. Остання стаття забороняла міським і сільським кантонам починати війну, нехтуючи формальностями, передбаченими в союзних грамотах.
З правового й військово-історичного погляду Земпахська хартія стала важливою віхою, адже вперше були встановлені правила поведінки військ під час війни.